# John Rigby Poyser
John Rigby Poyser (Nottingham, 1872 – 17 gennaio 1954) è stato un architetto britannico, vivente a Nottingham.

## Biografia
Nacque a Nottingham nel 1872 da John Rigby Poyser (1836-1892) ed Emma Adams (1836) e studiò alla Nottingham High School.
Fece il praticantato presso Fothergill Watson fino al 1897, e fu allievo di Arthur Richard Calvert fino al 1898. Diede avvio al proprio studio con sede a Nottingham nel 1898, inizialmente al numero 3 di St Ann's Hill Road, ma poco dopo si trasferì al 3 di Queen's Chambers, King Street.
Nel 1908 iniziò a lavorare in collaborazione con Sidney Roberts Stevenson. La maggior parte dei suoi lavori sono abitazioni in stile Arts and Crafts, le più rilevanti nel complesso residenziale St John Grove a Beeston e ad Attenborough.
Divenne membro del Royal Institute of British Architects nel 1911.
Sposò Frances Mary Jackson nel 1903; la coppia si trasferì nell'abitazione da lui progettata, Brookside, ad Attenborough ed ebbe tre figli: Marjorie Poyser (1904), John Rigby Poyser (1908-1990), Althea Mary Poyser (1909-1989).
Morì il 17 gennaio 1954.

## Regesto delle opere

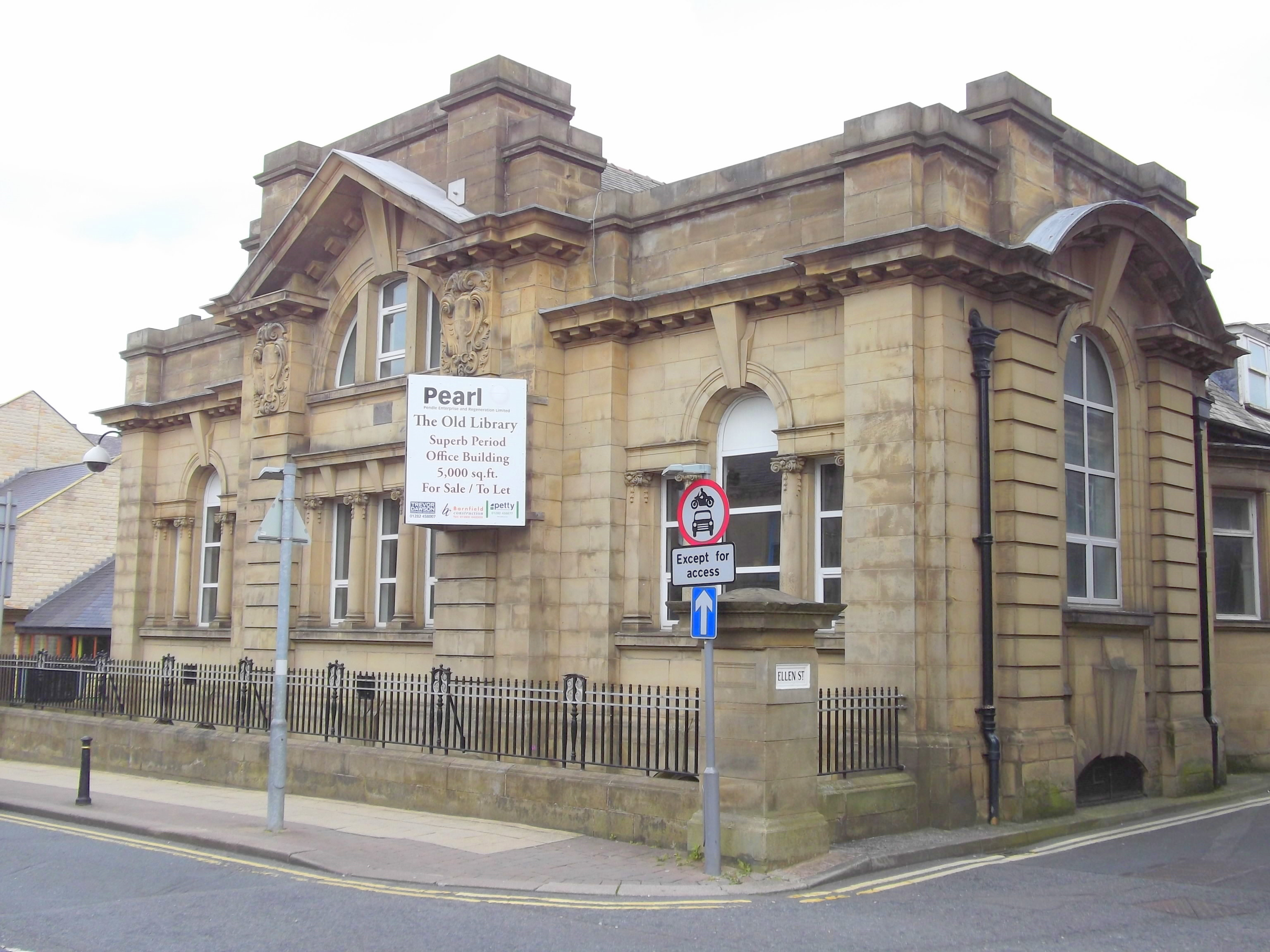
La Nelson Library, a Nelson

| Opera                             | Anno | Localizzazione |
| --------------------------------- | ---- | -------------- |
| Surrey Cottage                    | 1903 | Beeston        |
| Sussex Lodge                      | 1903 | Beeston        |
| Villa                             | 1904 | Sandiacre      |
| Highclere                         | 1905 | Nottingham     |
| The Gables                        |      | Attenborough   |
| The Willows                       |      | Attenborough   |
| Skerrydene                        |      | Attenborough   |
| Brookside                         |      | Attenborough   |
| Coppia di case                    |      | Nottingham     |
| Brook Cottage                     |      | Ruddington     |
| 60 Goose Gate                     | 1908 | Nottingham     |
| Nelson Library                    | 1908 | Nelson         |
| Dame Mellers Lads' Club           | 1913 | Nottingham     |
| Nuova ala del Childrens' Hospital | 1927 | Nottingham     |
| Jubé della Holy Trinity Church    | 1935 | Nottingham     |